# سیارک ۹۰۵

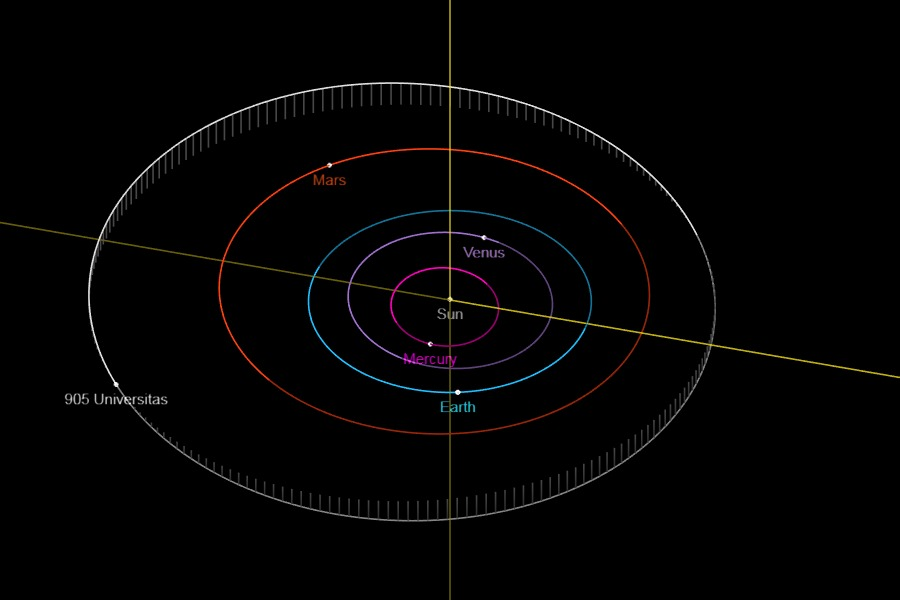
سیاره

سیارک ۹۰۵ (به انگلیسی: 905 Universitas، نامگذاری:1918ES) نهصد و پنجمین سیارک کشف شده‌است که در ۳۰ اکتبر ۱۹۱۸ کشف شد.
قدر مطلق سیارک برابر ۱۱٫۶۵ است.